# Balenopterídeos
Rorqual, baleia-de-bossa ou balenopterídeo é a designação comum dada aos cetáceos da família Balaenopteridae, o maior taxon do grupo das Mysticeti ou baleias-de-barbas, incluindo nove espécies repartidas por dois géneros. A designação rorqual deriva do norueguês e significa baleia com pregas. Todos os membros desta família tem um conjunto de pregas na pele que se iniciam na parte inferior da boca e se estendem até ao umbigo (excepto a baleia-sei ou rorqual-sardinheiro, que as tem mais curtas).

## Características
Os rorquais incluem a baleia-azul, o maior animal conhecido que habitou a Terra, podendo atingir as 150 toneladas de peso, e duas outras espécies que em geral ultrapassam as 50 toneladas (o rorqual-comum e o rorqual-de-bryde. Mesmo o membro menor da família, o rorqual-anão-boreal, em geral ultrapassa as 9 toneladas de peso.
As pregas de pele que deram o nome à família permitem uma grande expansão da boca quando o animal se alimenta, o que se revela de grande utilidade, dado que a baleia é obrigada a filtrar por entre as suas barbas enormes volumes de água que necessita de acumular na boca.
A designação de "Minke" por vezes dada em inglês e noutros idiomas aos membros menores da família parece derivar do nome de um arpoador norueguês ou alemão chamado Meincke, que nos princípios do século XX terá confundido um rorqual-anão com uma baleia-azul.

## Distribuição
Os rorquais distribuem-se por todos os oceanos do planeta. A baleia-azul, o rorqual-comum, a baleia-jubarte, o rorqual-sardinheiro e os rorquais-anões têm distribuição global, encontrando-se em todos os oceanos. A baleia-de-bryde ocorre no Atlântico, Pacífico e Índico, estando apenas ausente das águas frígidas do Árctico e Antárctico.
A maioria dos rorquais são oceânicos, sendo excepção os rorquais-de-Bryde, que geralmente vivem junto às costas, e as baleias-de-bossa que passam ocasionalmente pelas águas costeiras nos seus movimentos migratórios.
Estranhamente, são as espécies maiores e as mais pequenas — a baleia-azul e os rorquais-anões — aquelas que frequentam as águas mais frias. Os rorquais-comuns tendem a não se aproximar das banquisas polares, o mesmo acontecendo com o rorqual-sardinheiro.
Dentro de cada espécie são os indivíduos mais corpulentos aqueles que tendem a avançar mais em direcção aos pólos, enquanto que os mais jovens e mais activos tendem a permanecer na águas circumpolares por mais tempo antes de iniciarem as suas migrações anuais.
A maior parte dos rorquais reproduz-se em águas temperadas, durante o Inverno do respectivo hemisfério, e depois migra para as zonas circumpolares para se alimentar nas águas ricas em plâncton e krill dessas regiões durante o verão polar.

## Taxonomia
Taxonomicamente a família Balaenopteridae (rorquais) está dividida em duas subfamílias — Balaenopterinae e Megapterinae. Cada subfamília inclui um único género — Balaenoptera e Megaptera respectivamente. Contudo, a filogenia das várias espécies de rorqual demonstra que a presente divisão é parafilética e que pode necessitar de reajustamento.
Em Novembro de 2003 foi anunciada a descoberta de um novo membro da família dos balenopterídeos: foram recolhidos nos oceanos Índico e Pacífico exemplares da Balaenoptera omurai, que se assemelha, embora seja menos corpulenta, ao rorqual-comum.
- Família Balaenopteridae Gray, 1864 (rorquais)
  - Gênero †Archaebalaenoptera Bisconti, 2007
    - †Archaebalaenoptera castriarquati Bisconti, 2007

  - Género Balaenoptera Lacépède, 1804
    - Balaenoptera physalus - Rorqual-comum
    - Balaenoptera borealis - Rorqual-sardinheiro
    - Balaenoptera brydei - Rorqual-de-Bryde
    - Balaenoptera edeni - Rorqual-de-Bryde-anão
    - Balaenoptera musculus - Baleia-azul
    - Balaenoptera acutorostrata - Rorqual-anão-boreal
    - Balaenoptera bonaerensis - Rorqual-anão-austral
    - Balaenoptera omurai
    - †Balaenoptera astrolabae Pucheran 1853
    - †Balaenoptera borealina Van Beneden 1880
    - †Balaenoptera capensis Smith 1835
    - †Balaenoptera cephalus (Cope 1867)
    - †Balaenoptera cortesii (Fischer 1829)
    - †Balaenoptera davidsonii (Cope 1872)
    - †Balaenoptera fasciata Gray 1846
    - †Balaenoptera floridana Kellogg 1944
    - †Balaenoptera hubachi (Dathe 1983)
    - †Balaenoptera leucopteron Lesson 1842
    - †Balaenoptera minutis (Van Beneden 1880)
    - †Balaenoptera patachonica Burmeister 1865
    - †Balaenoptera rostratella Van Beneden 1880
    - †Balaenoptera ryani Hanna e McLellan 1924
    - †Balaenoptera sibbaldina Van Beneden 1880
    - †Balaenoptera siberi Pilleri 1989
    - †Balaenoptera similis (Van Beneden 1872)
    - †Balaenoptera sursiplana Cope 1895
    - †Balaenoptera syncondylus Muller 1863
    - †Balaenoptera taiwanica Huang 1966

  - Gênero †Cetotheriophanes Brandt, 1873
    - †Cetotheriophanes capellinii Brandt, 1873
    - †Cetotheriophanes cuvieri Brandt, 1873

  - Gênero †Idiocetus Capellini, 1876
    - †Idiocetus guicciardinii Capellini, 1876
    - †Idiocetus tsugarensis Matsumoto, 1926
    - †Idiocetus longifrons van Beneden, 1880
    - †Idiocetus laxatus (van Beneden, 1880)

  - Género Megaptera Gray, 1846
    - Megaptera novaeangliae - Baleia-jubarte
    - †Megaptera osphyia Cope, 1865
    - †Megaptera mysticetoides (Emmons, 1858)
    - †Megaptera miocaena Kellogg, 1922
    - †Megaptera indica Gervais, 1883
    - †Megaptera gigas Cope, 1865
    - †Megaptera braziliensis Cope, 1867
    - †Megaptera bellicosa Cope, 1871

  - Gênero †Megapteropsis van Beneden, 1872
    - †Megapteropsis robusta van Beneden, 1872

  - Gênero †Notiocetus Ameghino, 1891
    - †Notiocetus platensis Ameghino, 1891
    - †Notiocetus romerianus Ameghino, 1891

  - Gênero †Parabalaenoptera Zeigler et al., 1997
    - †Parabalaenoptera baulinensis Zeigler et al., 1997

  - Gênero †Plesiocetus Van Beneden 1859
    - †Plesiocetus brialmonti Van Beneden 1880
    - †Plesiocetus burtinii Van Beneden 1859
    - †Plesiocetus dubius (Brandt, 1873)
    - †Plesiocetus dyticus Cabrera, 1926
    - †Plesiocetus garopii Van Beneden, 1859
    - †Plesiocetus gervaisii Van Beneden e Gervais, 1868
    - †Plesiocetus hupschii Van Beneden, 1859
    - †Plesiocetus notopelagicus Cabrera, 1926
    - †Plesiocetus robustus Trouessart, 1898
    - †Plesiocetus vandellii(Van Beneden e Gervais, 1880)

  - Gênero †Praemegaptera Behrmann, 1995
    - †Praemegaptera pampauensis Behrmann, 1995

  - Gênero †Protororqualus Bisconti, 2007
    - †Protororqualus cuvieri (Desmoulins, 1822)